# Leanid Dziejka
Leanid (Lawon) Adamawicz Dziejka (biał. Леанід (Лявон) Іванавіч Дзейка, ros. Леонид Иванович Дейко, Leonid Iwanowicz Diejko; ur. 2 lutego 1950, zm. 15 lutego 2021) – białoruski polityk, w latach 1990–1995 deputowany do Rady Najwyższej Białoruskiej SRR/Rady Najwyższej Republiki Białorusi XII kadencji; członek Opozycji BNF – frakcji parlamentarnej partii Białoruski Front Ludowy (Biełaruski Narodny Front), o charakterze antykomunistycznym i niepodległościowym.

## Życiorys
Urodził się 2 lutego 1950 roku. Ukończył Miński Instytut Radiotechniczny. Należał do KPZR. Pod wpływem idei białoruskiego ruchu narodowego przełomu lat 80. i 90. XX wieku opuścił tę partię i wstąpił do Białoruskiego Frontu Ludowego.
W 1990 roku został deputowanym ludowym do Rady Najwyższej Białoruskiej SRR z Kleckiego Okręgu Wyborczego Nr 190. Wchodził w niej w skład czterech komisji parlamentarnych: Komisji ds. Edukacji, Kultury i Zachowania Historycznego Dziedzictwa, Komisji ds. Pracy, Cen, Zatrudnienia i Ochrony Socjalnej Ludności, Czasowej Komisji ds. Oceny Działalności Członków PKSW i Popierających Ich Tworów Społeczno-Politycznych, Organów Władzy i Administracji Państwowej, Urzędników i Obywateli (1991 r.), a także Komisji Konstytucyjnej. Brał udział w opracowaniu i przyjęciu Deklaracji o Państwowej Suwerenności Białorusi, przygotowaniu projektów ustaw na nadzwyczajnej sesji Rady Najwyższej 24–25 sierpnia 1991 roku, w czasie której ogłoszono niepodległość Białorusi. Współautor szeregu projektów ustaw.
Uczestniczył w głodówce deputowanych Opozycji BNF 11–12 kwietnia 1995 roku w Sali Owalnej parlamentu, ogłoszonej na znak protestu przeciwko zainicjowanemu przez prezydenta Łukaszenkę referendum na temat wprowadzenia języka rosyjskiego jako drugiego języka państwowego, zmiany symboli państwowych Białorusi (biało-czerwono-białej flagi i herbu Pogoni) na symbole nawiązujące do radzieckich, integracji ekonomicznej z Federacją Rosyjską i prawie prezydenta do rozwiązywania parlamentu. W nocy z 11 na 12 kwietnia został razem z innymi protestującymi wywleczony siłą z sali parlamentu przez zamaskowanych funkcjonariuszy wojska i służb specjalnych, pobity, wywieziony samochodem, a następnie wyrzucony na ulicy w centrum Mińska.
W 2010 roku Zianon Pazniak opisał w swoich wspomnieniach Leanida Dziejkę z początku lat 90. następująco:

Regularnie uczestniczył w posiedzeniach i pracach Opozycji, występował w dyskusjach, ale szczególne było to, że nagrywał na przenośny magnetofon posiedzenia Rady Najwyższej, dyskusje, czasem fotografował, robił różne zapiski i notatki. To on zdołał sfotografować w nocy z 11 na 12 kwietnia 1995 roku sprawców wojskowej napaści na deputowanych. Jego zdjęcia figurowały w śledztwie prokuratury, a teraz wszystko, co zanotował, ma znaczenie dla historii naszego kraju.

## Odznaczenia
- Medal 100-lecia Białoruskiej Republiki Ludowej – 2019[6]